# Junellia
Junellia, biljni rod iz porodice Verbenaceae (sporiševke) smješten u tribus Verbeneae.  Sastoji se od 40 vrsta grmova iz Južne Amerike. Tipična je Monopyrena serpyllifolia Speg., sinonim za Junellia micrantha, argentinski polugrm iz provincija Chubut, Mendoza, Neuquen, Rio Negro, Santa Cruz.

## Povijest i opis
Sve do nedavno čak su i stručnjaci bili snažno podijeljeni oko prihvaćanja Junelije kao neovisnog entiteta, a neke opće referentne knjige o klasifikaciji još uvijek je ujedinjuju, zajedno s Glandulariom, kao podrod ili odjeljak Verbene. Iako su razlike između Verbene, Junelije i Glandularije različite, one se uglavnom do određenog stupnja međusobno povezuju i djeluju samo u određenim kombinacijama. Stoga jedna značajka sama po sebi neće poslužiti za identifikaciju bez sumnje. Na primjer, mlade stabljike Glandularie i Verbene uvijek su četvrtastog presjeka, a one Junelije općenito su okrugle ili poligonalne, iako su ipak četvrtaste u tri vrste. Junelija uvijek ima sužene sjemenke, one Verbene su paralelne, ali Glandularia ima sjemenke obje vrste. Sve vrste Junelije su potpuno grmolike, druga dva glavna roda sastoje se od trajnica ili polugrmova, ali potonji mogu biti i zbunjujuće drvenasti. Neke (ali ne sve) junelije imaju bodlje. Unatoč ovim preklapanjima i djelomičnim razlikama, mali broj očitih jednostavnih značajki skupljenih zajedno jasno će identificirati svaki rod. 

## Vrste
1. Junellia alba (Moldenke) Molinari
2. Junellia aretioides (R.E.Fr.) Moldenke
3. Junellia azorelloides (Speg.) Moldenke
4. Junellia ballsii (Moldenke) N.O'Leary & P.Peralta
5. Junellia bisulcata (Hayek) Moldenke
6. Junellia bryoides (Phil.) Moldenke
7. Junellia caespitosa (Gillies & Hook.) Moldenke
8. Junellia clavata (Ruiz & Pav.) O'Leary & Múlgura
9. Junellia congesta (Tronc.) Moldenke
10. Junellia connatibracteata (Kuntze) Moldenke
11. Junellia crithmifolia (Gillies & Hook.) N.O'Leary & P.Peralta
12. Junellia digitata (Phil.) Moldenke
13. Junellia erinacea (Gillies & Hook.) Moldenke
14. Junellia fasciculata (Benth.) N.O'Leary & P.Peralta
15. Junellia hookeriana (Covas & Schnack) N.O'Leary & P.Peralta
16. Junellia juniperina (Lag.) Moldenke
17. Junellia lavandulifolia (Phil.) Moldenke
18. Junellia micrantha (Phil.) Moldenke
19. Junellia minima (Meyen) Moldenke
20. Junellia morenonis (Kuntze) J.M.Watson & A.R.Flores
21. Junellia occulta (Moldenke) N.O'Leary & P.Peralta
22. Junellia odonellii Moldenke
23. Junellia origenes (Phil.) N.O'Leary & P.Peralta
24. Junellia pappigera (Phil.) N.O'Leary & P.Peralta
25. Junellia patagonica (Speg.) Moldenke
26. Junellia pseudojuncea (Gay) Moldenke
27. Junellia selaginoides (Kunth ex Walp.) Moldenke
28. Junellia seriphioides (Gillies & Hook.) Moldenke
29. Junellia silvestrii (Speg.) Moldenke
30. Junellia spathulata (Gillies & Hook.) Moldenke
31. Junellia spissa (Sandwith) Moldenke
32. Junellia succulentifolia (Kuntze) Moldenke
33. Junellia thymifolia (Lag.) Moldenke
34. Junellia toninii (Kuntze) Moldenke
35. Junellia tridactylites (Lag.) Moldenke
36. Junellia trifida (Kunth) P.Peralta & N.O'Leary
37. Junellia trifurcata (Phil.) Moldenke
38. Junellia tripartita Moldenke
39. Junellia ulicina (Phil.) Moldenke
40. Junellia uniflora (Phil.) Moldenke